# Pecatu
Pecatu is een bestuurslaag in het regentschap Badung van de provincie Bali, Indonesië. Pecatu telt 7378 inwoners (volkstelling 2010).